# Преподобни Маркел
Преподобни Маркел је хришћански светитељ.
Потиче из Апамије Сиријске и био је игуман обитељи „незаспивајушчих“ у Цариграду. Хришћани верују да је био „прозорљивац“, исцелитељ и велики чудотворац. Такође верују да је разговарао с анђелима, и лако побеђивао и одгонио демоне, као и да се након смрти јавио сабрату Светом Лукијану и рекао му, да је умолио Бога, да и њега ускоро узме у Царство небеско. Умро је 486. године.
Српска православна црква слави га 29. децембра по црквеном, а 11. јануара по грегоријанском календару.